# Osobłoga
La Osobłoga (en polonais) ou Osoblaha (en tchèque ; en allemand : Hotzenplotz) est un cours d'eau d'une longueur de 65,5 km qui coule en République tchèque et en Pologne. 
Elle est un affluent en rive gauche de l'Oder.